# Lavilleneuve
 Lavilleneuve  es una población y comuna francesa, en la región de Champaña-Ardenas, departamento de Alto Marne, en el distrito de Langres y cantón de Val-de-Meuse.

## Demografía
| 117 | 106 | 97 | 84 | 86 | 87 |
| Para los censos de 1962 a 1999 la población legal corresponde a la población sin duplicidades (Fuente: INSEE [Consultar]) |     |    |    |    |    |